# Geode (processador)
Geode é uma família de microprocessadores compatíveis com a arquitetura x86 produzidos pela AMD voltados para o mercado de sistemas embarcados.
Originalmente lançado pela National Semiconductor como a família Geode em 1999, é derivado da plataforma MediaGX da Cyrix, adquirida na fusão da National Semiconductor com a Cyrix em 1997. A AMD comprou a família Geode da National em agosto de 2003 para ampliar a sua linha existente de processadores x86 embarcados. A AMD expandiu a série Geode em duas classes de processadores: a baseada na família MediaGX (Geode GX e Geode LX) e a Geode NX baseada na arquitetura AMD K7.
Os processadores Geode são otimizados para baixo consumo de energia e baixo custo mantendo compatibilidade com software projetado para a plataforma x86. Os modelos baseados no MediaGX não possuem recursos com SSE ou um grande cache L1, oferecidos a partir dos modelos baseados na família AMD K7. Os processadores integram muitas funções geralmente gerenciadas por um chipset à parte.

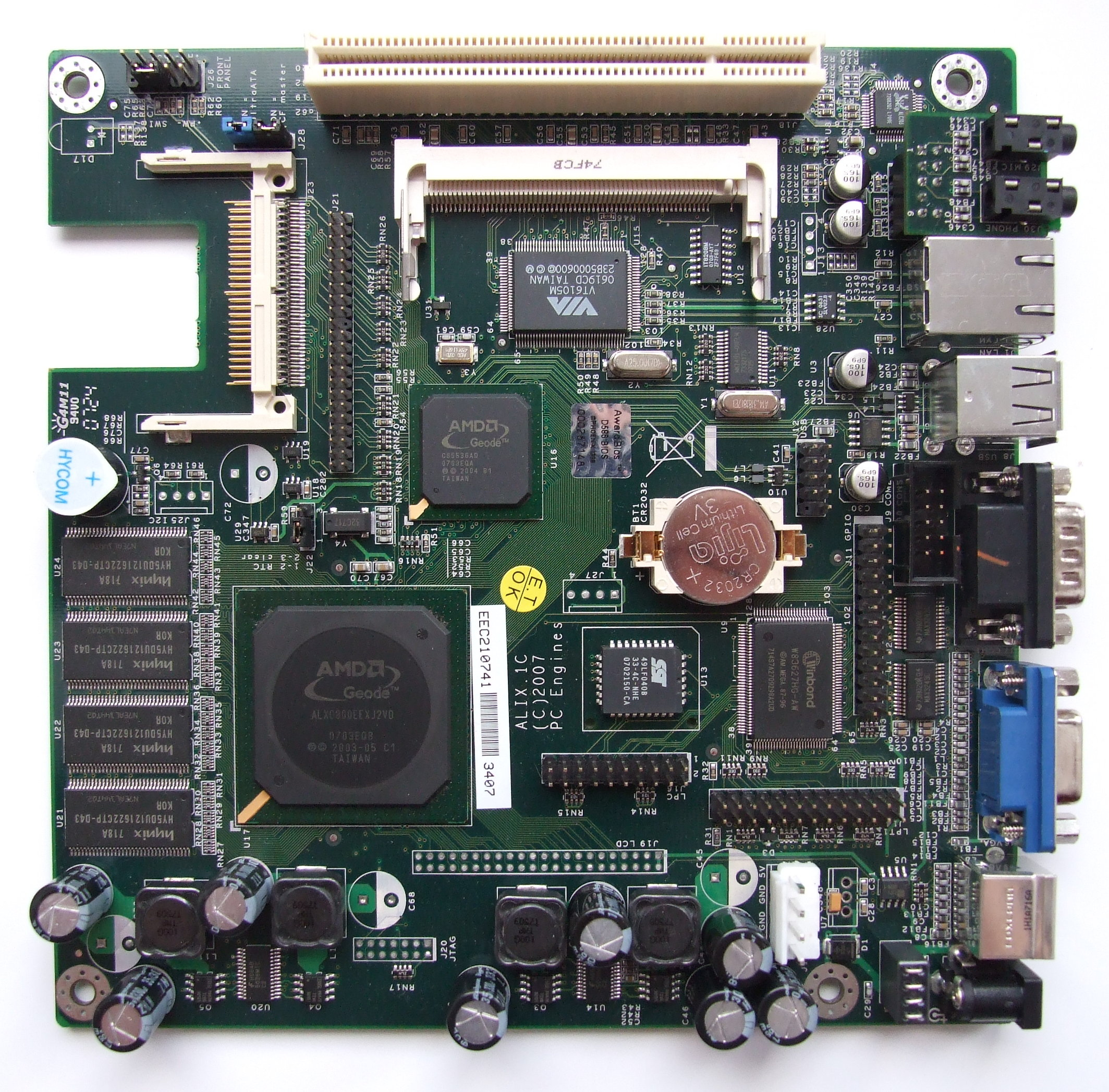

## National Semiconductor Geode

### Geode GXm
Cyrix MediaGXm clone. Returns "CyrixInstead" on CPUID.
- MediaGX-derived core
- 0.35 µm four layer metal CMOS
- MMX instructions
- 3.3 V I/O, 2.9 V core
- 16 Kb write-back unified L1 cache
- PCI controller
- 64-bit SDRAM memory
- CS5530 companion chip (Implementa funções de som e vídeo)
- VSA architecture
- 1280x1024x8 or 1024x768x16 display

### Geode GXLV

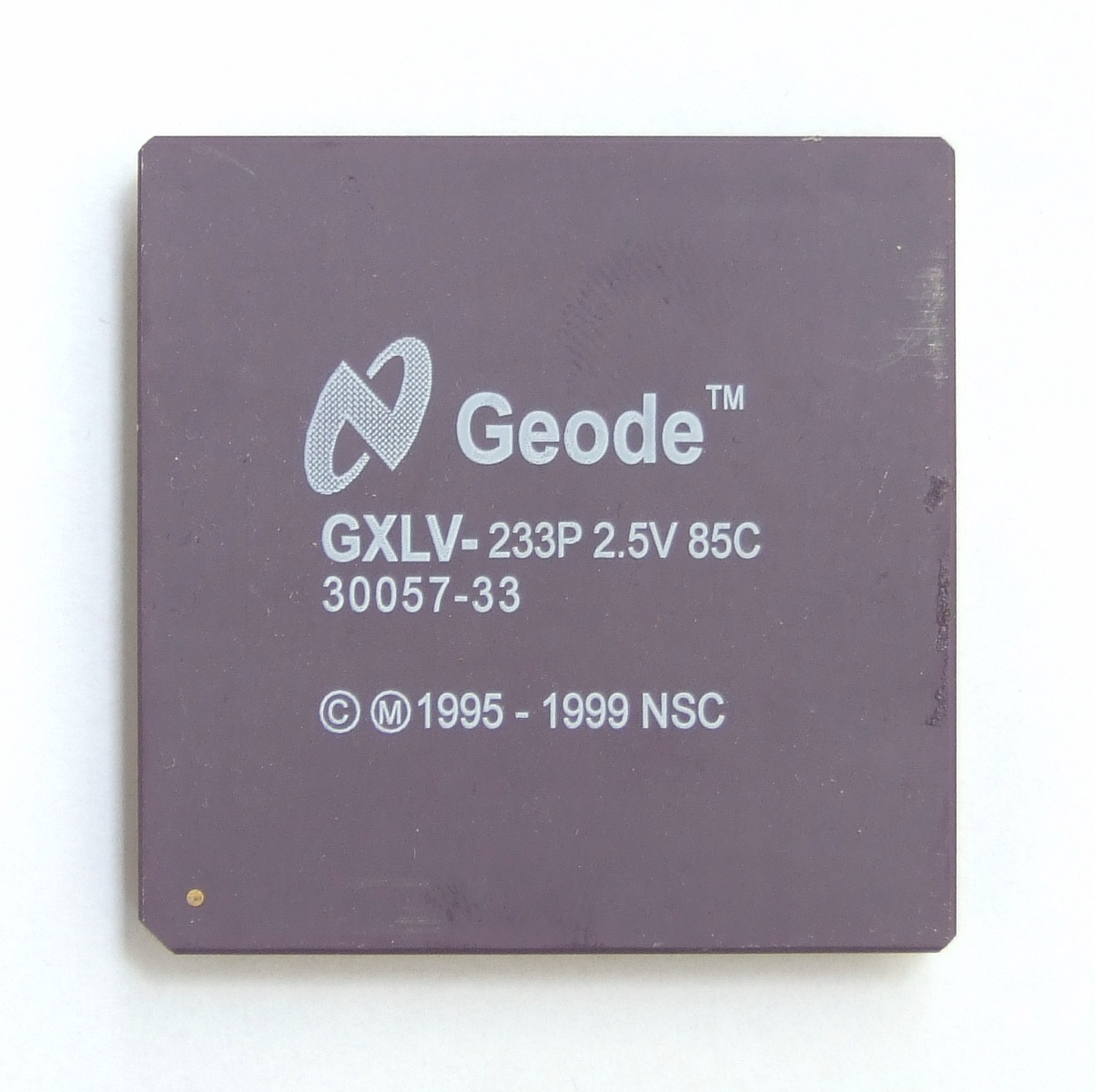
Geode GXLV.

- MediaGX-derived core
- 0.25 µm four layer metal CMOS
- 3.3 V I/O
- 2.2 V, 2.5 V, 2.9 V core
- 16 kb write-back unified L1 cache
- Fully static design
- 1.0 W @2.2 V/166 MHz, 2.5 W @2.9 V/266 MHz

### Geode GX1
- MediaGX-derived core
- 0.18 µm CMOS
- 200 - 333 MHz
- 1.6 - 2.2 V core
- 16 kB (16 KiB) L1 cache
- 0.8 W - 1.2 W typical
- SDRAM memory 111 MHz
- CS5530A companion chip
- 85 Hz VGA refresh rate

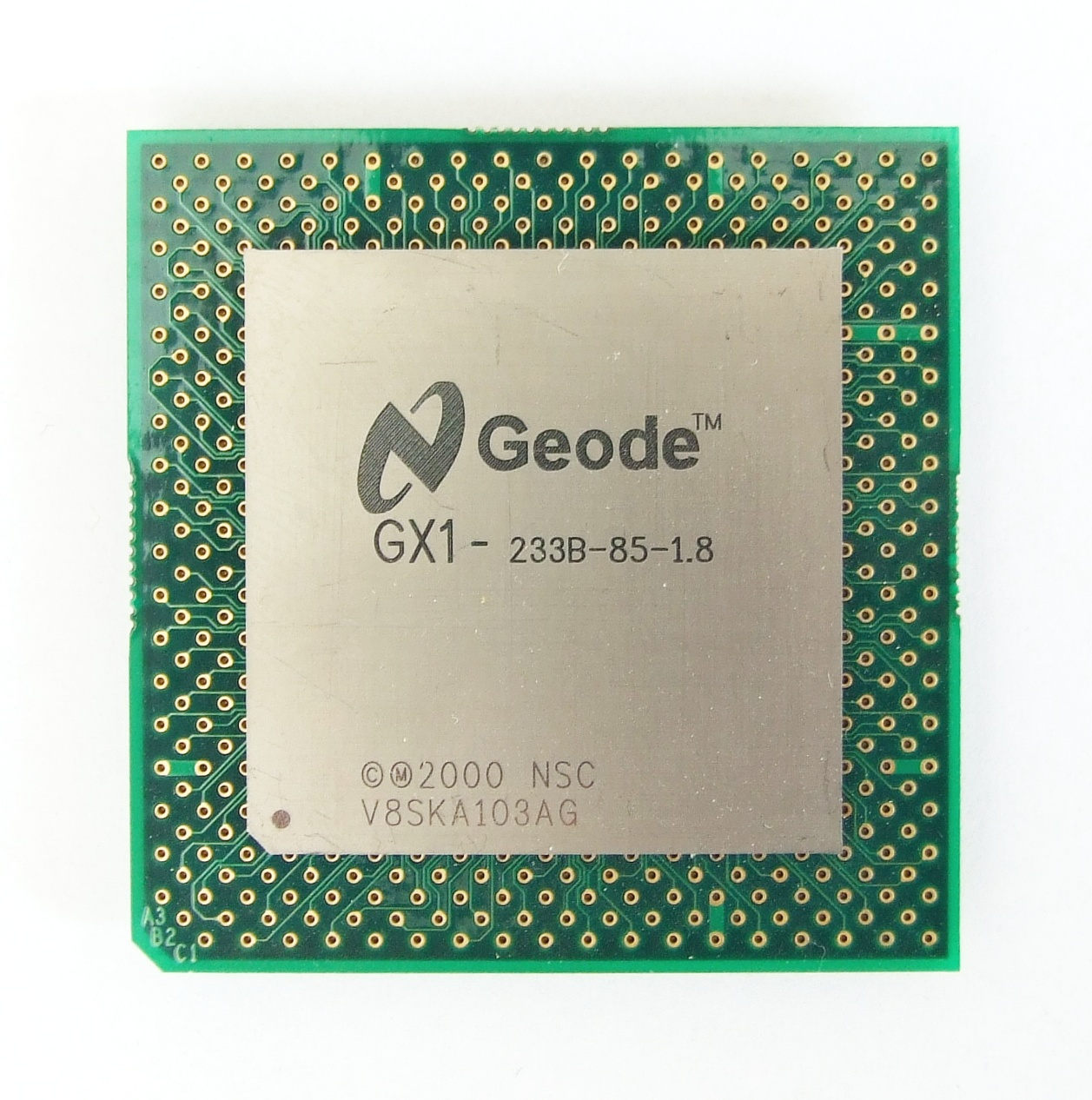
National Semiconductor Geode GX1, 233 MHz

National Semiconductor / AMD SC1100 é baseado no núcleo GX1 Cyrix e o chip CS5530 de apoio.

### Geode GX2
Anunciado em outubro pela National Semiconductor Corporation, 2001 no Fórum do microprocessador. Primeira demonstração em Computex Taiwan, junho de 2002.
- 0.15 µm process technology
- MMX and 3DNow! instructions
- 16 kB Instruction and 16 kB Data caches
- Arquitetura GeodeLink de 6 GB/s on-chip de largura de banda e controlador de memória de até 2 GB/s de largura de banda.
- Controlador de memória de 64-bit PC133 SDRAM e DDR266 integrado
- Frequência: 266, 333 and 400 MHz
- Até 3 dispositivos PCI suportados
- Resolução de tela de até 1600x1200 em 24 Hertz
- Controladores de tela CRT DACs e UMA DSTN/TFT
- Geode CS5535 companion chip

## AMD Geode
Em 2002, a AMD lançou a série Geode GX, que foi um re-branding da GX2 National Semiconductor. Este foi rapidamente seguido pelo Geode LX, com frequência de até 667 MHz.
O modelo LX trouxe muitas melhorias, como controlador de memória DDR de alta velocidade, um cano de instrução re-desenhado e um controlador de vídeo mais poderosa. A atualização do CS5535 I / O Companion para o CS5536 trouxe maior velocidade para dispositivos USB.
Os processadores Geode GX e LX são normalmente encontrados em dispositivos embarcados, netbooks e sistemas de controle industrial. No entanto, eles têm estado sob pressão da concorrência dos processadores da VIA das séries x86, ARM e XScale, tendo grande parte dos negócios de baixo custo.
Devido ao desempenho relativamente baixo, dos modelos GX e LX, a AMD introduziu o Geode NX, que é uma versão integrada do altamente bem-sucedido processador Athlon K7. Geode NX usa o núcleo Thoroughbred e é bastante semelhante ao do Athlon XP-M, que utiliza este mesmo núcleo.
O Geode NX inclui 256KB de cache L2 e funciona sem ventoinha até 1 GHz na versão NX1500 na potência de 6W. A parte NX2001 é executado em 1.8 GHz, o modelo NX1750 é executado em 1.4 GHz e o NX1250 opera a 667 MHz.
O Geode NX, com sua FPU forte, é particularmente apropriado para dispositivos embarcados com os requisitos de performance gráfica, tais como quiosques de informação e máquinas de jogos de cassinos, tais como slots de vídeo.
No entanto, foi relatado que a equipe de projeto específico para processadores Geode em Longmont, Colorado, foi fechado, e 75 funcionários estão sendo transferidos para a instalação do empreendimento em Fort Collins, Colorado. Espera-se que a linha de processadores Geode será atualizado com menos frequência devido ao encerramento do centro de design Geode.
Em 2009, observações da AMD indicou que não existem planos para futuras atualizações de arquitetura de micro para o processador e que não haverá nenhum sucessor, no entanto, os processadores ainda estará disponível com a disponibilidade prevista para o Geode LX prorroga até 2015.

### Geode GX
1. Geode GX 466@0.9 W: clock speed: 333 MHz
2. Geode GX 500@1.0 W: clock speed: 366 MHz
3. Geode GX 533@1.1 W: clock speed: 400 MHz

### Geode LX

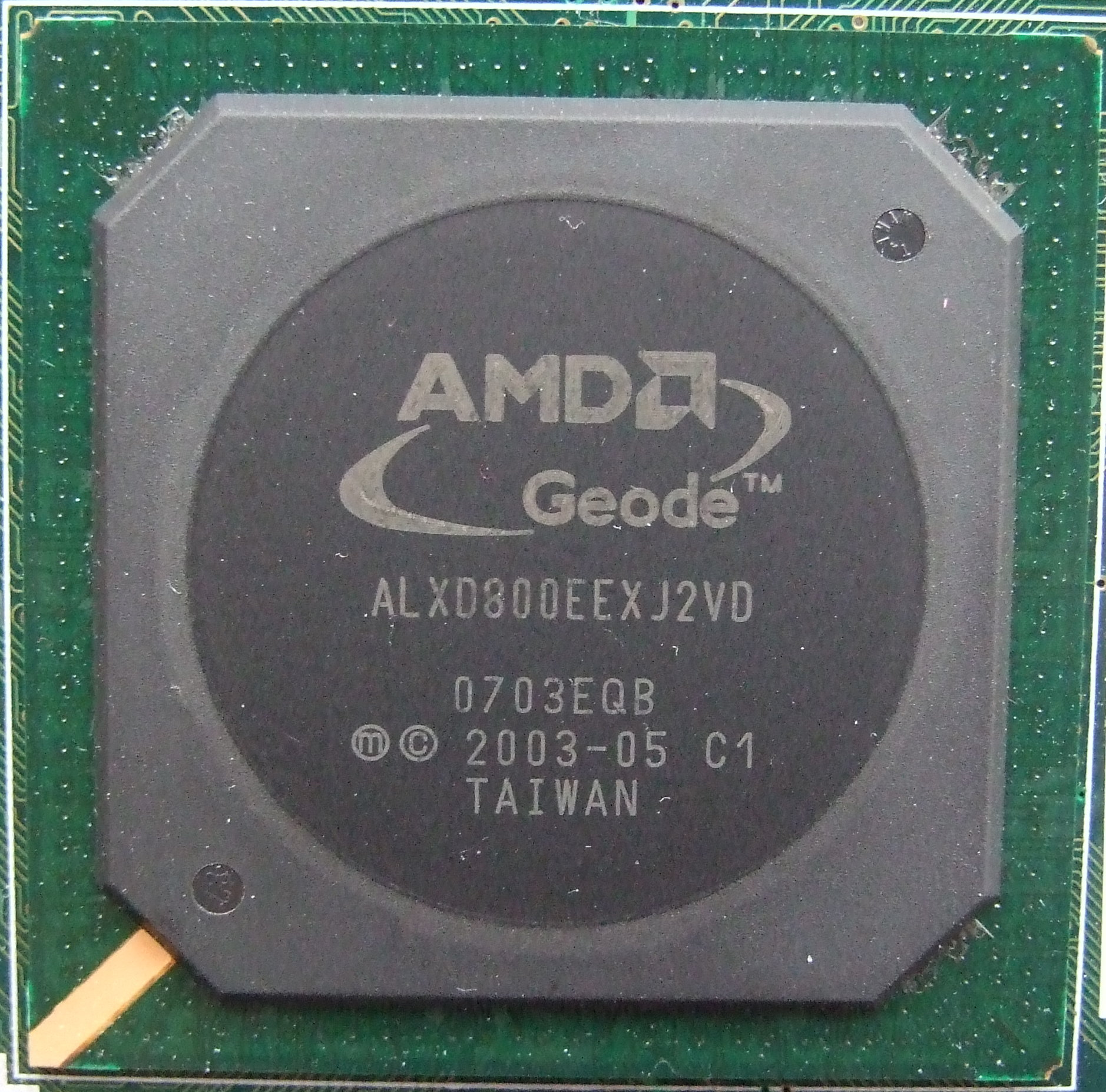
AMD Geode LX 800 (500MHz) CPU.

1. LX 600@0.7 W: clock speed: 366 MHz, with power consumption: 1.2 watts. (TDP 2.8 W)
2. LX 700@0.8 W: clock speed: 433 MHz, with power consumption: 1.3 watts. (TDP 3.1 W)
3. LX 800@0.9 W: clock speed: 500 MHz, with power consumption: 1.8 watts. (TDP 3.6 W)
4. LX 900@1.5 W: clock speed: 600 MHz, with power consumption: 2.6 watts. (TDP 5.1 W)

Características:
- Baixa potência.
- A compatibilidade x86 completo.
- Processador de blocos funcionais:
  - CPU Core
  - Processador Controle GeodeLink
  - Unidades de Interface GeodeLink
  - Controlador de memória GeodeLink
  - Processador gráfico
  - Controlador de Display
  - Video Processor
  - Porta de entrada de vídeo
  - GeodeLink ponte PCI
  - Bloco de Segurança
    - 128-Bit Padrão de Criptografia Avançada (AES) - (BCE / CBC)

Especificação:
- Freqüência do processador até 600 MHz (LX900), 500 MHz (LX800) e 433 MHz (LX700).
- Gerenciamento de energia: ACPI, baixo consumo de energia, excitação em PMI / INTR.
- Instrução 64K / 64K Dados de cache L1 e cache L2 de 128K
- Split Instrução / cache de dados / TLB.
- Memória DDR 400 MHz (LX 800), 333 MHz (LX 700)
- Integrado com FPU MMX e 3DNow!
- 9 GB / s interna GeodeLink Interface Unit (GLIU)
- Simultânea, de alta resolução do CRT e TFT (alta e definição padrão). VESA 1.1 e 2.0 / VIP VDA
- Fabricado em um processo de 0,13 mícron
- 481-terminal PBGA (plástico Ball Grid Array)
- GeodeLink gerenciamento de energia ativa de hardware
- Compatível com soquete 7 motherboards

### Geode NX

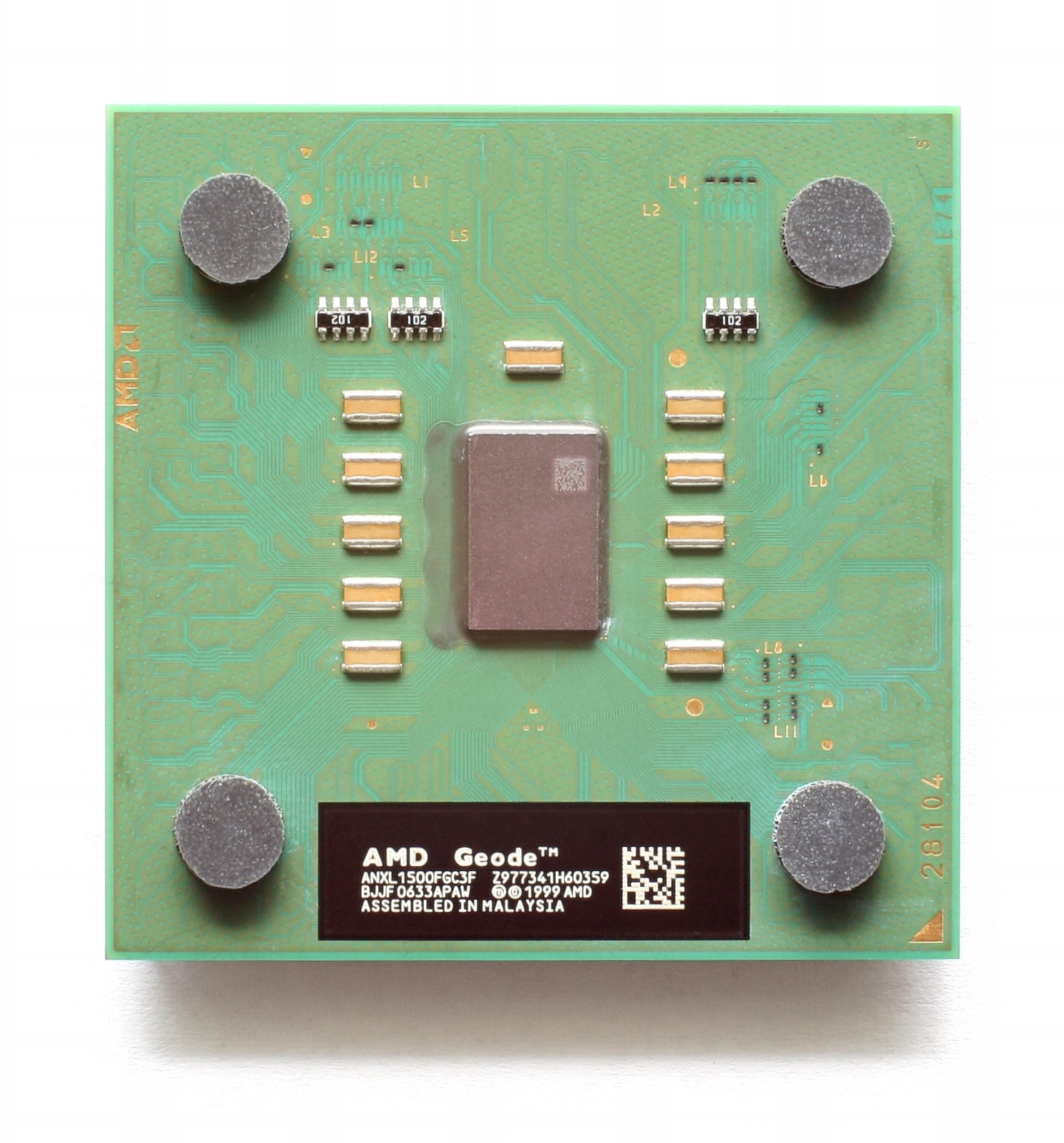
AMD Geode NX 1500.

1. NX 1250 @ 6W: Velocidade do clock: 667 MHz, a média de consumo de energia de 6 watts, TDP 9 watts (1,0 volts de tensão de funcionamento do núcleo).
2. NX 1500 @ 6W: Velocidade do clock: 1 GHz, a média de consumo de energia de 6 watts, TDP 9 watts (1,1 volts de tensão de funcionamento do núcleo).
3. NX 1750 @ 14W: Velocidade do clock: 1,4 GHz, a média de consumo de energia 14 watts, TDP de 25 watts (1,25 volts de tensão de funcionamento do núcleo).

Características:
- Core 7 ª geração (com base no Mobile  Athlon XP-M).
- Gerenciamento de energia:! AMD PowerNow, ACPI 1.0b e ACPI 2.0.
- 128 KB de cache L1.
- 256 KB de cache L2, com dados de hardware prefetch
- 133 MHz Front Side Bus (FSB)
- 3DNow!, Instruções MMX e SSE conjuntos
- 0,13 mM (130 nm), processo de fabricação
- A compatibilidade entre todos os Pin processadores da família NX.
- OS apoio: Linux, Windows CE, MS Windows XP.
- Compatível com Socket A motherboards

#### Geode NX 2001

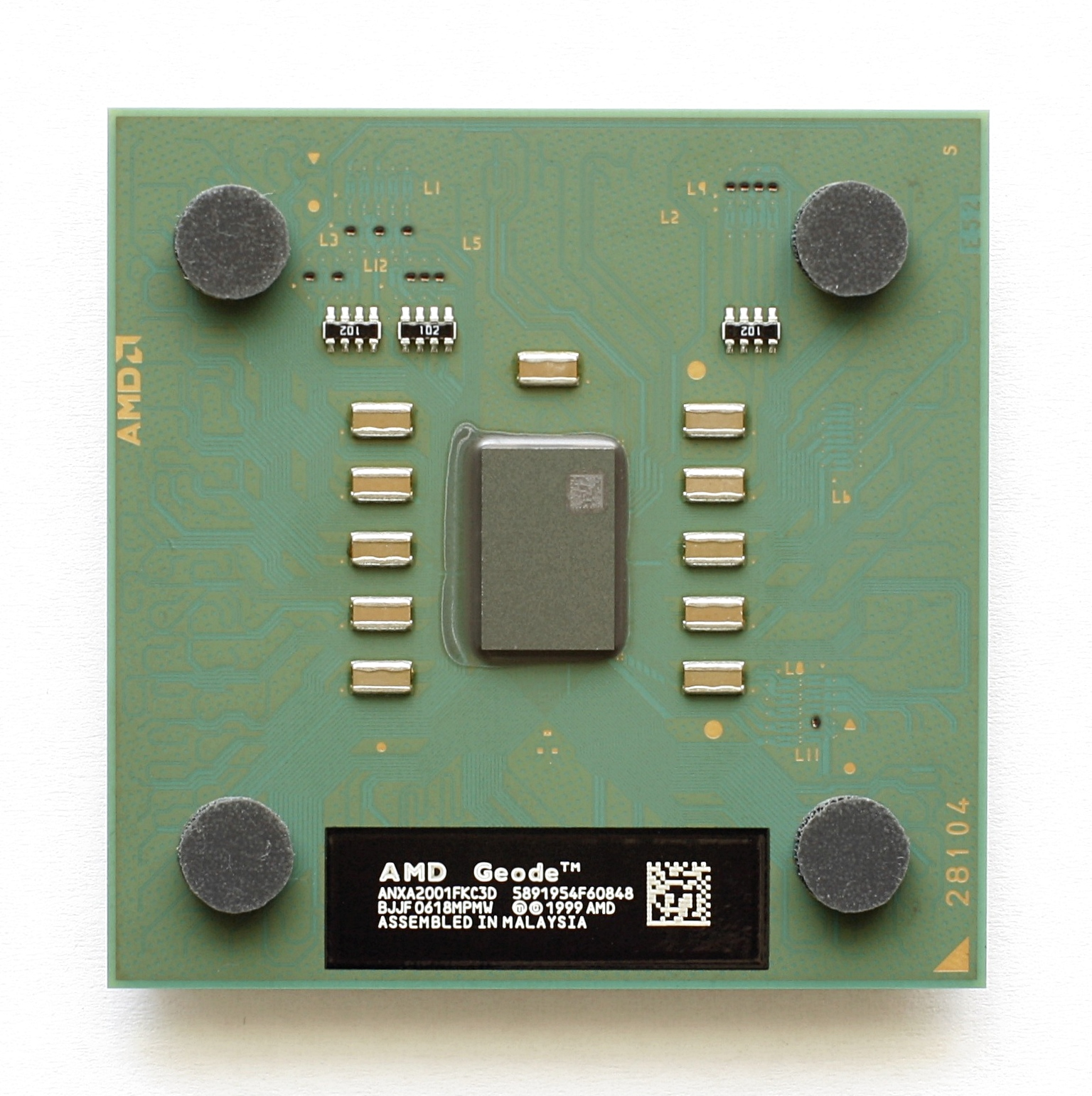
Geode NX 2001.

Em 2007, houve um Geode NX 2001 modelo de venda, que na verdade era uma rotulados  Athlon XP 2200 + Thoroughbred. Os processadores, com números de peça ou AANXA2001FKC3G ANXA2001FKC3D, suas especificações são de 1,8
GHz, e 1,65 volts de tensão de funcionamento do núcleo, o consumo de energia não é especificado. Não há referências oficiais para este processador, exceto os
funcionários, explicando que o lote de CPUs estavam "sendo enviados para clientes específicos", embora seja claro que não tem relação com o outro Geode NX outros
processadores do que compartilhar o mesmo soquete do processador (soquete A ).

## Chipsets para Geode
1. Southbridge CS5530A NSC Geode para Geode GX1.
2. NSC / AMD Geode CS5535 Southbridge para o Geode GX (2) e Geode LX (USB 1.1). Integra quatro portas USB, uma ATA-66 controlador UDMA, uma porta de comunicação

infravermelha, uma AC97 do controlador, um  SMBUS do controlador, um  LPC porto, bem como GPIO, Power Management, e
bloqueia o legado funcional.
1. AMD Geode CS5536 Southbridge para o Geode GX e Geode LX (USB 2.0). Consumo de energia: 1,9 W (433 MHz) e 2,4 W (500 MHz). Este chipset também é usado em PowerPC

bordo (Amy'05).
1. Processadores Geode NX são "100 por cento socket e chipset compatível" com a AMD Socket A Athlon XP: SIS741CX Northbridge e Southbridge SiS 964, VIA KM400

Northbridge e Southbridge VIA VT8235, VIA KM400A Northbridge e Southbridge VIA VT8237R e outros chipsets soquete A.

### Linux no Geode
- Installing Linux on Geode-based Single-Board Computers
- Linux on Compaq EVO T20 HOWTO
- DEvoSL - DSL on Evo T20 HowTo
- Compaq Evo T20 Notes
- 2200-8363/ Installing Linux onto the IBM Netvista N2200
- Linux on CASIO Cassiopeia Fiva
- Linux with Cyrix MediaGXm, NSC/AMD Geode GX
- Linux Development on the Pepper Pad 3
- Patching linux with OCF to hook into Geode's AES Security Block
- Pus-pus é uma distribuição compacta baseada em Debian a correr para o NetVista IBM N2200
- Zeroshell router/firewall appliance

### NetBSD no Geode
- Wasabi Systems Porto Certified NetBSD e software NAS